# Ledovaja Arena Traktor
Ledovaja Arena Traktor (česky Lední aréna Traktor,rusky Ледо́вая аре́на «Тра́ктор» имени Валерия Константиновича Белоусова) pojmenovaná po Valeriji Bělousovovi je víceúčelová hala v Čeljabinsku určená pro sportovní a kulturní akce. V aréně se v roce 2012 konalo Mistrovství Evropy v judu, Mistrovství světa v judu 2014 a Mistrovství světa v taekwondu 2015.
Aréna se nachází v centrální čtvrti města na křižovatce ulic Salavat Julajev a 250. výročí Čeljabinsku .
Je to domovská aréna profesionálního klubu KHL Traktor Čeljabinsk, klubu mládežnické hokejové ligy MHL „Bělyje Medvedi“ a ženského hokejového klubu „Bělyje Medvedici“. Kapacita pro hokejová utkání je 7 500 diváků.

## Historie
Stavba nového stadionu v Čeljabinsku byla potřebná, protože puvodní aréna Traktoru HC – Dvorec sporta Junosť, byla v provozu více než 40 let a z kapacitních i technických důvodů již nevyhovovala.
Projekt byl zakoupen od společnosti Skanska, která již dříve postavila podobnou arénu v Mytišči. Dodavatelem byla společnost Baltic Construction Company. Stavba arény začala na jaře 2007 a měla být dokončena do začátku sezóny 2008/2009, ale kvůli různým problémům se otevření paláce neustále odkládalo.
Dne 17. ledna 2009 se uskutečnilo slavnostní otevření nové arény, načasované na oslavu 75. výročí vzniku Čeljabinské oblasti. V úvodním zápase porazili hokejisté Traktoru sousedy z Magnitogorsku 3:2.
Aby byl termín dodržen, byla výstavba arény uspíšena. V aréně do konce sezóny probíhaly dokončovací práce a oprava stavebních nedostatků.
Také v létě 2009 měla aréna problémy se střechou. Po prudkém lijáku začalo střechou zatékat, důvodem bylo to, že stavbaři namontovali střechu v rozporu s projektem. 
Dalším problémem arény byl nedostatek parkovacích míst. Fanoušci museli parkovat na krajnicích a ve dvorech okolních domů. Regionální vláda vyčlenila 21 milionů rublů na výstavbu parkoviště.
V srpnu 2012 byly v aréně instalovány mantinely a ochranná plexiskla poslední generace  .
15. února 2013 byla aréna poškozena pádem meteoritu  .

## Sportovní akce
- 21. března 2012 – Cup of the Future (hokejový zápas mezi nejlepšími hráči do 18 let hrajícími MHL ) [8] ;
- 24. – 30. dubna 2012 – Mistrovství Evropy v judu [9] ;
- 25. – 26. května 2012 – Draft juniorů KHL [10] ;
- 12. – 13. ledna 2013 – Utkání hvězd KHL [11] .
- 11., 12., 16. dubna 2013 – finále Gagarinova poháru 2013
- 12. – 17. září 2013 — 3. mezinárodní turnaj v taekwondo WTF RUSSIA OPEN 2013
- 25. – 31.8.2014 – Mistrovství světa v judu 2014
- 12. – 18.5.2015 – Mistrovství světa v taekwondu 2015
- 13. 15. 4. 2017 – Euro Ice Hockey Challenge mezi národními týmy Ruska a Francie
- 19. – 29. dubna 2018 – Mistrovství světa juniorů v ledním hokeji 2018
- 12. – 14. září 2019 – Velká cena v krasobruslení mezi juniory